# Victor Berco
Victor Berco (n. 20 aprilie 1979 în Bălți) este un fost fotbalist din Republica Moldova.

## Carieră

### Națională
În cariera sa Victor Berco a avut 16 selecții și a jucat în nouă meciuri pentru echipa națională de fotbal a Moldovei. Ultimul meci al său purtat în tricoul naționalei a fost pe 6 septembrie 2006, în Preliminariile Campionatului European de Fotbal 2008, meci în care a fost eliminat din teren pentru cumul de cartonașe.